# باويل ليتشووفيتش
باويل ليتشووفيتش (Paweł Lechowicz) هو موظف في الخدمة المدنية البولندية، شغل منصب سفير بولندا لدى الكويت في الفترة من 2017 حتى 2023، وكان معتمدًا كذلك لدى البحرين.

## الحياة
تخرج ليتشووفيتش عام 1991 من قسم التاريخ في جامعة وودج، متخصصًا في تاريخ العلاقات الدولية.
بعد التخرج، بدأ مسيرته المهنية في مكتب حماية الدولة في فرع وودج. ومن عام 2001 حتى 2004، عمل في ديوان المحاسبة الأعلى (بولندا). بين عامي 2006 و2008، برتبة عقيد، شغل منصب نائب رئيس وكالة الاستخبارات الخارجية البولندية. وبين عامي 2009 و2013، عمل في السفارة البولندية بواشنطن العاصمة، حيث كان مسؤولًا عن قضايا الأمن، خصوصًا المتعلقة بدول الخليج العربي.
بعد ذلك، أصبح نائب مدير دائرة التفتيش في الخدمة الخارجية، ومدير دائرة حماية المعلومات المصنفة.
من ديسمبر 2017 حتى 15 يونيو 2023، شغل منصب سفير بولندا لدى الكويت، وكان معتمدًا كذلك لدى البحرين.

## الأوسمة
- وسام صليب فارس من وسام بولونيا ريستيتوتا[1]
- صليب الاستحقاق الذهبي (بولندا) (2002)[4]
- صليب الاستحقاق الفضي (2006)[5]
- صليب الاستحقاق البرونزي (1999)[6]
- ميدالية الاستحقاق الذهبية للدفاع الوطني[1]
- وسام الاستحقاق (الولايات المتحدة)[1]